# Formiga-de-embaúba
O termo formiga-de-embaúba é a designação comum a diversas espécies de formigas do gênero Azteca, de ampla distribuição na região neotropical, que habitam o tronco oco das embaúbas, nidificando nos entrenós. Também são conhecidas pelos nomes de formiga-asteca e formiga-de-imbaúva.

## Taxonomia
Azteca é um género de formigas, família Formicidae, da subfamília Dolichoderinae, endêmico do Neotrópico. É um gênero com mais de cem espécies descritas, porém precisa de revisão. As obreras são muito parecidas entre, por tanto, a descrição e identificação das espécies atualmente faz-se preferencialmente a partir das rainhas.

## Espécies
| - Azteca adrepens Forel 1911 - Azteca aesopus Forel 1908 - Azteca alfari Emery 1893 - †Azteca alpha Wilson 1985 - Azteca andreae Guerrero, Delabie e Dejean 2010 - Azteca angusticeps Emery, 1893 - Azteca aragua Longino 1991 - Azteca aurita Emery 1893 - Azteca australis Wheeler 1942 - Azteca barbifex Forel 1906 - Azteca beltii Emery 1893 - Azteca bequaerti Wheeler e Bequaert 1929 - Azteca brevicornis (Mayr 1878) - Azteca brevis Forel 1899 - Azteca chartifex Emery 1896 - Azteca christopherseni Forel 1912 - Azteca coeruleipennis Emery 1893 - Azteca constructor Emery 1896 - Azteca cordincola Forel 1921 - Azteca coussapoae Forel 1904 - Azteca crassicornis Emery 1893 - Azteca delpini Emery 1893 - Azteca depilis Emery, 1893 - Azteca diabolica Guerrero, Delabie e Dejean 2010 - Azteca duckei Forel 1906 - Azteca duroiae Forel 1904 - Azteca emeryi Forel 1904 - †Azteca eumeces Wilson 1985 - Azteca fasciata Emery 1893 - Azteca flavigaster Longino 2007 - Azteca forelii Emery 1893 - Azteca foviceps Wheeler 1921 - Azteca gnava Forel 1906 - Azteca godmani Forel 1899 - Azteca goeldii Forel 1906 - Azteca huberi Forel 1906 - Azteca hypophylla Forel 1899 - Azteca iheringi' Forel 1915 - Azteca instabilis (Smith 1862) - Azteca isthmica Wheeler 1942 - Azteca jelskii Emery 1893 - Azteca juruensis Forel 1904 - Azteca lallemandi Forel 1899 |  | - Azteca lanuginosa Emery 1893 - Azteca lattke Longino 1991 - Azteca laurae Guerrero, Delabie e Dejean 2010 - Azteca linamariae Guerrero, Delabie e Dejean 2010 - Azteca longiceps Emery 1893 - Azteca lucida Forel 1899 - Azteca luederwaldti Forel 1909 - Azteca mayrii Emery 1893 - Azteca merida Longino 1991 - Azteca minor Forel 1904 - Azteca muelleri Emery 1893 - Azteca nanogyna Longino 2007 - Azteca nigra Forel 1912 - Azteca nigricans Forel 1899 - Azteca oecocordia Longino 2007 - Azteca olitrix Forel 1904 - Azteca ovaticeps Forel 1904 - Azteca paraensis Forel 1904 - Azteca petalocephala Longino 1991 - Azteca pilosula Forel 1899 - Azteca pittieri Forel 1899 - Azteca polymorpha Forel 1899 - Azteca quadraticeps Longino 2007 - Azteca salti Wheeler e Darlington 1930 - Azteca sapii Forel 1912 - Azteca schimperi Emery 1893 - Azteca schumannii Emery 1893 - Azteca sericea (Mayr 1866) - Azteca sericeasur Longino 2007 - Azteca severini Emery 1896 - Azteca snellingi Guerrero, Delabie e Dejean, 2010 - Azteca stanleyuli Forel 1921 - Azteca stigmaticaEmery 1896 - Azteca subopaca Forel 1899 - Azteca tachigaliae Forel 1904 - Azteca theresiae Forel 1899 - Azteca tonduzi Forel 1899 - Azteca trailii Emery 1893 - Azteca trianguliceps Forel 1912 - Azteca trigona Emery 1893 - Azteca ulei Forel 1904 - Azteca velox Forel 1899 - Azteca xanthochroa (Roger 1863) |